# 1086
Cette page concerne l'année 1086  du calendrier julien.
L'année 1086 est une année commune qui commence un jeudi.

## Événements
- 6 janvier : procès de Léon de Chalcédoine. L’évêque proteste contre la réquisition des biens d’églises par l’empereur Alexis Comnène, soutenant que l’adoration des icônes doit s’étendre à la matière même dont elles sont faites, ce qui équivaut à accuser l’empereur de sacrilège. Il est déposé et exilé par un concile tenu aux Blachernes[1].
- Printemps[2] : les Petchenègues envahissent la Thrace, écrasent l’armée du domestique des Scholes Grégoire Pakourianos qui est tué à Beliatoba. Ils doivent battre en retraite devant une nouvelle armée levée par Tatikios, qui leur barre les routes d’Andrinople et de Philippopoli à la fin de l'année. Ils parviennent à moins de cent kilomètres de Constantinople en 1087. À l’automne 1087, ils écrasent une armée byzantine dans les bouches du Danube[1].
- 24 mai : début du pontificat de Victor III (fin en 1087)[3].
- 30 juin :  Ibn Tachfin débarque à Algésiras. Début de la conquête almoravide en al-Andalus[4].
- 10 juillet : Knut IV de Danemark, voulant faire valoir les prétentions danoises en Angleterre, lève de lourds impôts qui provoquent une révolte au cours de laquelle il est assassiné par des païens dans la cathédrale d’Odense. Son frère Oluf Ier Hunger (la faim) est élu roi de Danemark. Son règne, terminé en 1095, aurait été marqué par la famine[5].
- 25 juillet : reddition en Sicile de l'émir Hamud, assiégé par les Normands dans Girgenti depuis le 1er avril ; Castrogiovanni est prise en 1087[6].

- 1er août : à l'assemblée de Salisbury, les vassaux de Guillaume le Conquérant font serment de fidélité sous réserve qu'ils ne soient pas lésés[7].
- 11 août[8] : Henri IV du Saint-Empire est battu par son compétiteur Hermann de Salm à la bataille de Bleichfeld[9].
- 25 septembre : Guillaume IX devient comte de Poitou et duc d’Aquitaine (fin en 1127)[10].
- 23 octobre : victoire des almoravides sur la Castille à la bataille de Sagrajas[4].

- En Chine, le pouvoir passe au conservateur Su Shi (1036-1101)[11].
- Tatikios, général byzantin d'Alexis Ier Comnène, assiège Nicée puis se replie vers Constantinople devant l'arrivée de renforts. Abû’l-Qasîm qui gouverne Nicée pour le jeune fils de Süleyman tente alors une expédition sur Constantinople. Il est repoussé par les Byzantins commandés par Tatikios et Manuel Boutoumitès[12]. Tutuch prend Antioche puis marche sur l’Anatolie afin d’éliminer Abû’l-Qasîm. Les Byzantins l’obligent à se retirer, sauvant du désastre les Saljûqides de Rum.
- Fondation à Kiev d’un monastère de femme. Il est dédié à saint André, dont le culte commence à se développer en Russie[13].